# Ett enkelt bröllop
Ett enkelt bröllop är en amerikansk film från 1956 i regi av Richard Brooks.

## Handling
Jane och Ralph ska gifta sig och vill bara ha ett litet lugnt bröllop med den närmaste familjen. Men sedan Ralphs föräldrar talat om deras döttrars stora bröllop förvandlas plötsligt planerna till en stor mottagning med hundratals gäster. Janes mor Agnes vill också ge sin dotter något extra, något som hon själv aldrig fick uppleva. Detta till stor förtret för Tom, Janes far, som sparat pengar till en egen taxibil och licens i många år.

## Rollista
- Bette Davis - Mrs. Agnes Hurley
- Ernest Borgnine - Tom Hurley
- Debbie Reynolds - Jane Hurley
- Barry Fitzgerald - Jack Conlon
- Rod Taylor - Ralph Halloran
- Robert F. Simon - Mr. Joe Halloran
- Madge Kennedy - Mrs. Joe Halloran
- Dorothy Stickney - Mrs. Rafferty
- Dan Tobin - cateringmannen